# Teylers Hofje

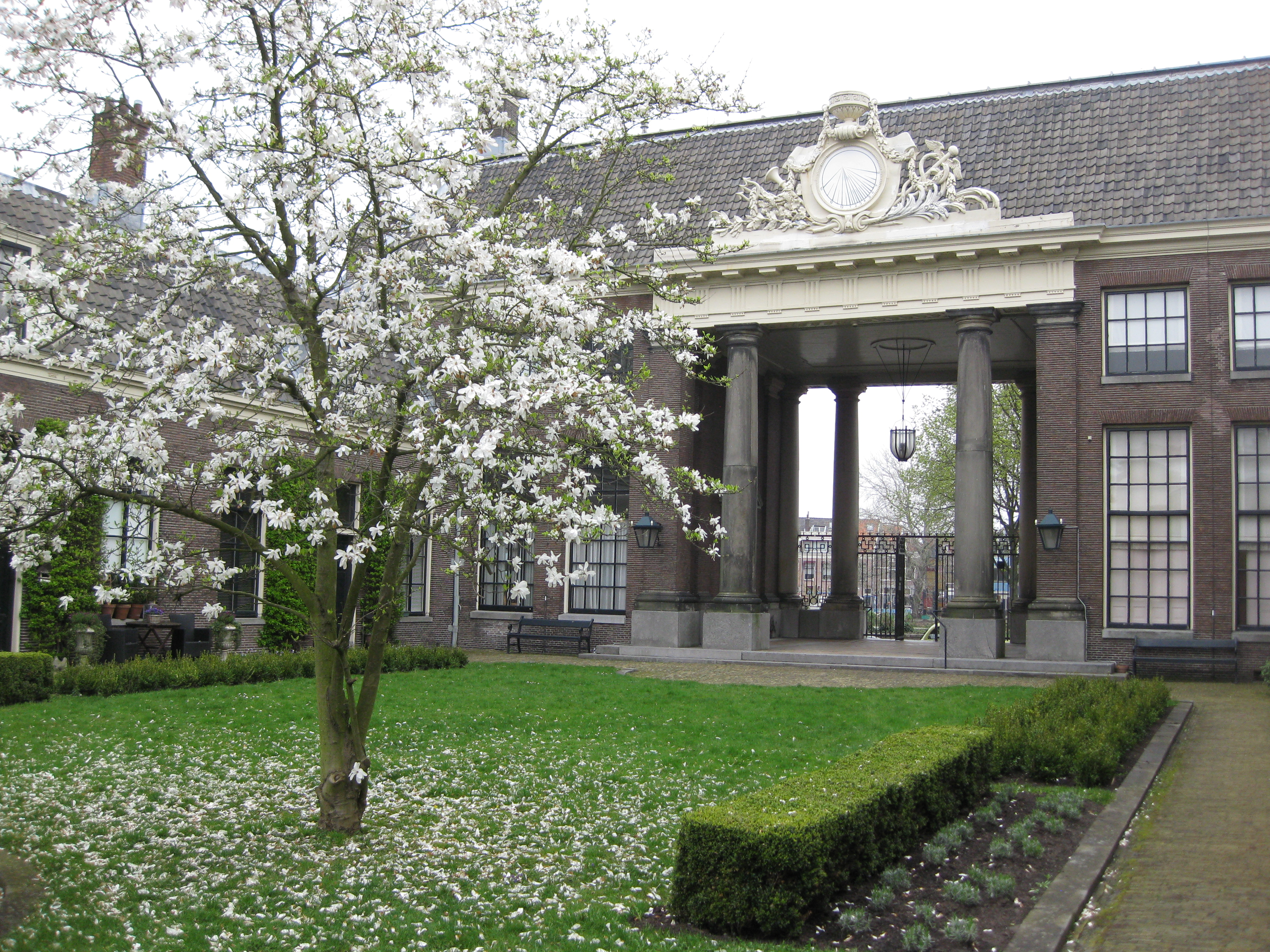
Face arrière du bâtiment d'entrée (voorgebouw), avec son portique sur colonnes doriques.

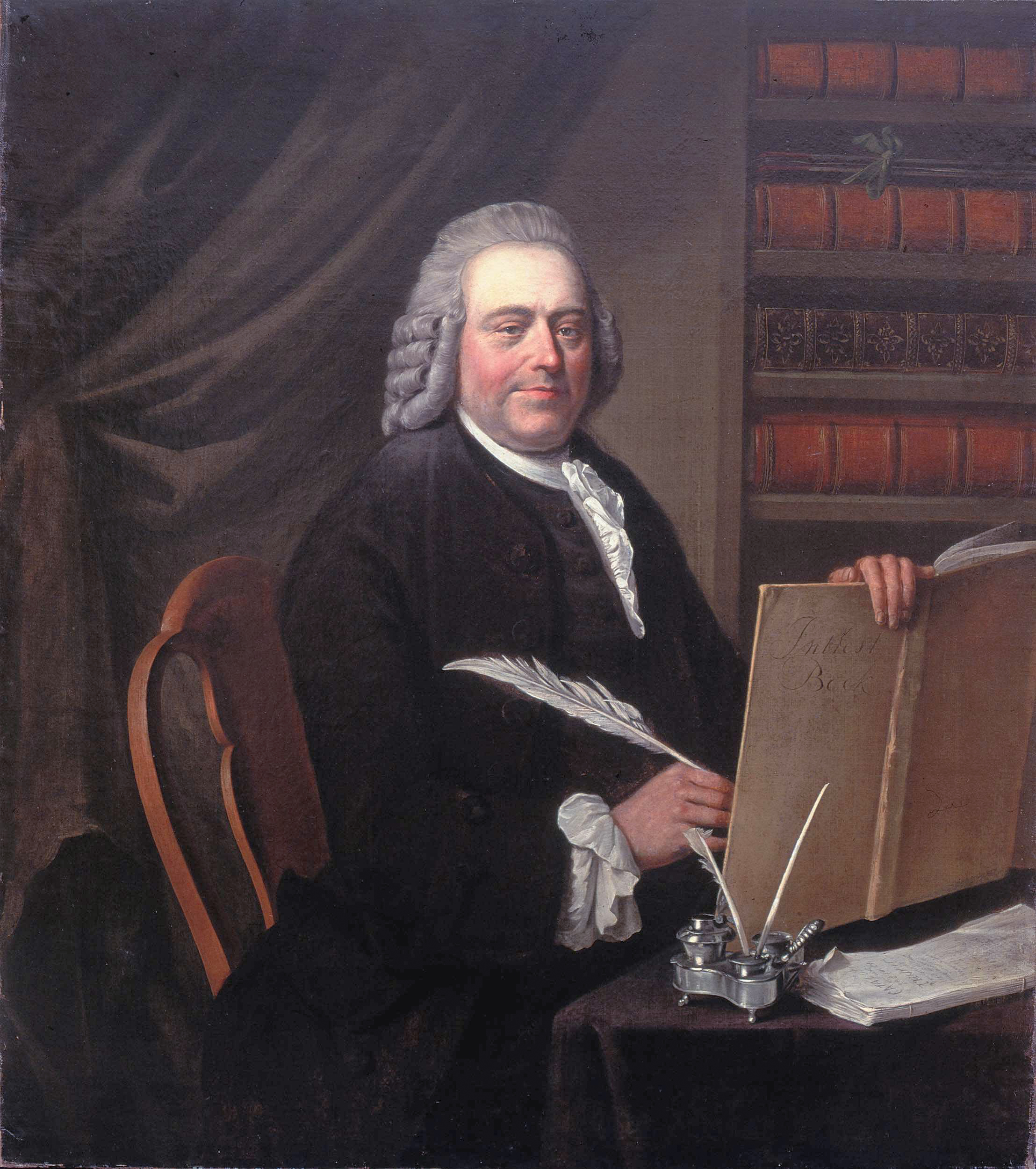
Le financier et philanthrope Pieter Teyler van der Hulst.

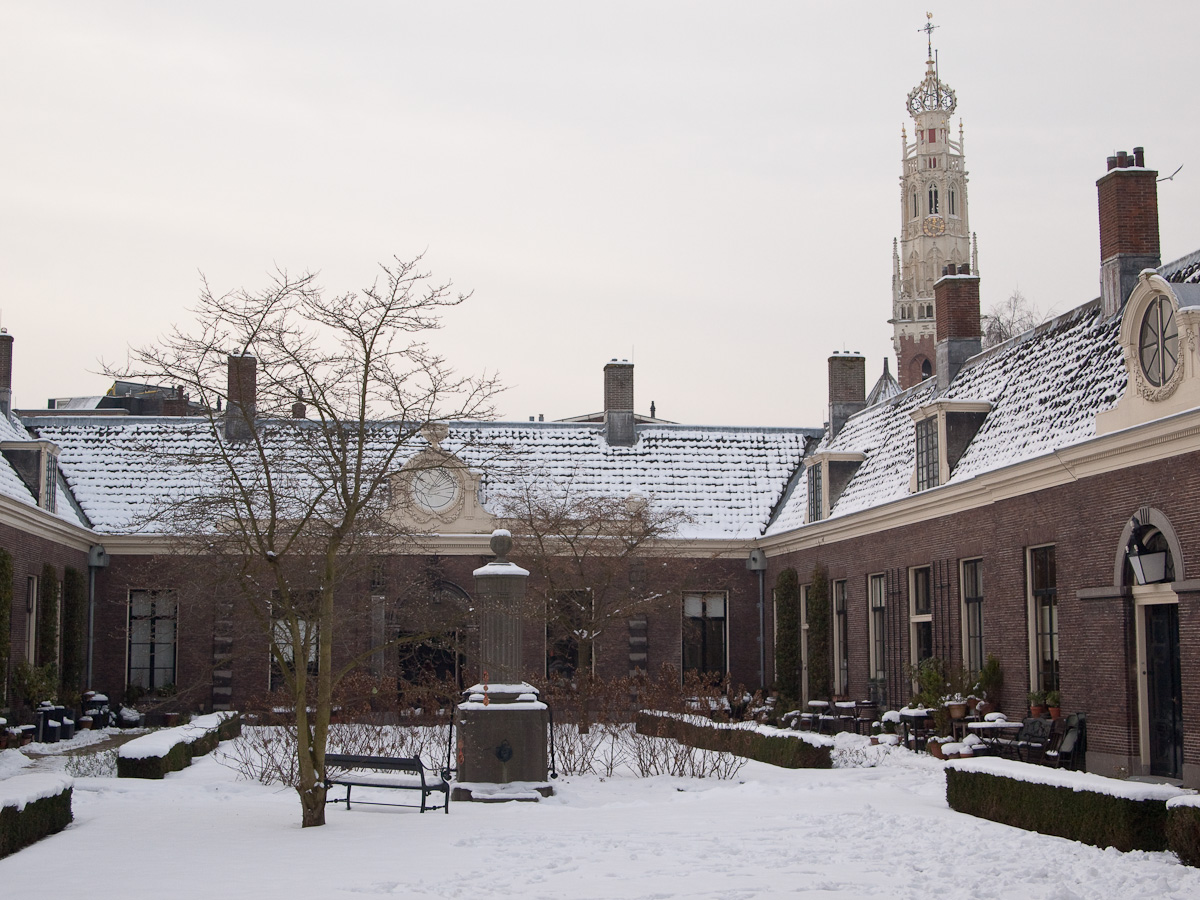
Les maisonnettes alignées sur le pourtour du patio rectangulaire. Remarquer la pompe de pierre au centre gauche.

Le Teylers Hofje est un hospice créé à Haarlem en 1787 à l’initiative de l’entrepreneur et banquier Pieter Teyler van der Hulst. Le hofje, construit dans le style néo-classique hollandais d’après des plans de Leendert Viervant, consiste en une vingtaine de maisonnettes disposées en carré autour d’une cour intérieure, à laquelle donne entrée un portique monumental.

## Historique
Le Teylers Hofje, ensemble de maisonnettes contiguës alignées autour d’une cour intérieure rectangulaire, fut construit à Haarlem, Pays-Bas, entre 1785 et 1787, selon des plans de l’architecte Leendert Viervant. Ce hofje – terme néerlandais désignant un hospice ou un asile, se présentant spécifiquement sous les espèces d’un patio bordé de petites maisons individuelles, à l’image des béguinages – est l’un parmi la quarantaine de hofjes qui comptait autrefois la ville de Haarlem, et fut fondé en exécution du testament de l’homme d’affaires, banquier et philanthrope mennonite haarlémois Pieter Teyler van der Hulst, au moyen du legs qui celui-ci fit à sa ville natale à sa mort en 1778. Le musée Teyler, sis à peu de distance et, comme le hofje, situé sur le quai de la rivière Spaarne, doit son existence aux stipulations de ce même testament.
Auparavant, à la suite de la mort de son épouse en 1752, Pieter Teyler van der Hulst avait déjà établi un hofje, également nommé Teylerhofje, dans des bâtiments par lui restaurés sis dans le sud de la vieille ville, à proximité de l’actuel musée Frans Hals. Cependant, dans son testament, il disposa qu’un hofje neuf devait être édifié sur les bords de la Spaarne ; les exécuteurs testamentaires en confièrent la conception à l’architecte Leendert Viervant, lequel livra aussi les plans de la Salle ovale du musée Teyler proche. En 1787, les travaux une fois achevés, le Teylershofje déménagea vers son nouvel emplacement sur le Koudenhorn (nom que porte le quai de la Spaarne à cet endroit), tandis que l’ancien hofje était repris par le refuge de pèlerins Vrouwe- en Antonie Gasthuys, appellation que ce hofje a gardé jusqu’à aujourd’hui.

## Description
Pieter Teyler avait fondé son hofje à l’intention d’honorables vieilles dames âgées de plus de 70 ans. À l’heure actuelle encore, seules les femmes sont admises à s’y loger, quoique l’âge moyen soit de nos jours moins avancé. Le hofje, qui est inscrit au titre des monuments nationaux (Rijksmonumenten) aux Pays-Bas, se compose de 24 maisonnettes adjacentes, sans étage, d’apparence sobre et dépouillée – abstraction faite de quelques lucarnes à ailerons et œils-de-bœuf –, longeant trois côtés d’un patio rectangulaire, le quatrième côté, celui tourné vers la Spaarne, étant occupé par le voorgebouw (litt. bâtiment de devant, de façade), corps de bâtiment d’aspect monumental, doté d’un étage, présentant sur la Spaarne une façade de style néo-classique, et percé d’un haut portique supporté par des colonnes doriques et surmonté d’un fronton. Ce voorgebouw sert de logis à l’intendant et comprend une salle de conférence (regentenkamer), élégamment ameublée, à l’usage des administrateurs. Dans la cour intérieure se dresse une pompe de pierre.
Le Teylershofje est en libre accès de jour, hormis les dimanches.